# Municipio de Las Rosas
Las Rosas es un municipio situado en el estado mexicano de Chiapas. Según el censo de 2020, tiene una población de 28 829 habitantes.

## Historia
El municipio de Las Rosas se asienta en lo que fuera el asentamiento prehispánico Pinola. Según algunos autores, su significado es “maíz tostado”, con el cual se elabora una bebida refrescante. De acuerdo con otras fuentes, significa "tierra de extranjeros".
El 3 de octubre de 1912 se le cambia el nombre por "Las Rosas" y se le eleva a la categoría de villa.

## Geografía

### Clima
El clima predominante es semicálido subhúmedo con lluvias en verano.

### Flora
Topográficamente el municipio se divide en dos zonas. En la zona alta los suelos están cubiertos mayoritariamente con vegetación de pino y encino. En las cordilleras se encuentran arbustos diversos como acacias y ficus, así como pastos y matorrales. La otra zona está cubierta con vegetación de selva baja (cedro rojo, palo mulato, pichiche, anonas, fresnos, matabuey).

### Hidrología
En el cerro de Malpaso fluye un río de norte a sur con el nombre de Lomaltang, que se une con otro río en forma de barranca formando el río Yolá, de vertiente baja en tiempo de seca y que aumenta su caudal en época lluviosa.
A orillas del pueblo nace un manantial permanente que ha dado lugar a la formación del arroyo llamado Zoctic, el cual cruza al pueblo de forma subterránea, emergiendo en el paraje El Vertedor.

## Demografía
En el censo de 2020 el municipio de Las Rosas contaba con 117 localidades.
| Código INEGI      | Localidad         | Población (2020) |
| ----------------- | ----------------- | ---------------- |
| 070750001         | Las Rosas         | 21 194           |
| Otras localidades | Otras localidades | 7 635            |
| Total municipal   | Total municipal   | 28 829           |